# Операція «Еланд»
Операція Eland, також відома як рейд Ньядзонья , була військовою операцією, проведеною родезійськими скаутами Селуса у Ньядзонья в Мозамбіку 9 серпня 1976 року.  Родезійці спочатку стверджували, що 300 солдатів ZANLA і 30 FAM (Збройних сил Мозамбіку) були вбиті, але пізніше стверджували, що документація, отримана після події, свідчить про те, що було вбито понад 1028 осіб. ZANLA та Amnesty International стверджували, що вбиті були беззбройними біженцями.
Рейд мав негативні політичні та дипломатичні наслідки для Родезії. У відповідь на атаку південноафриканський уряд припинив свою таємну військову допомогу Родезії, скоротив постачання нафти та боєприпасів і почав чинити тиск на уряд Родезії, щоб той погодився на перехід до правління чорношкірої більшості. Прем'єр-міністр Родезії Ян Сміт погодився (в принципі) на це у вересні 1976 року.

## Фон
У червні та липні 1976 року уряд Родезії вважав, що він визначив місце дислокації великого тренувального табору ZANLA, розташованого у Мозамбіку, ідентифікований як база Ньядзонья. Цей табір став основною повстанською та матеріально-технічною базою для операцій, що проводилися в районі операції ТРАШЕР. І повітряна розвідка, і полонені партизани підтвердили, що в таборі був великий госпіталь і приблизно 5000 особового складу ZANLA. </link>
Це був найбільший центр повстанської діяльності, виявлений до цього моменту війни, тому було організовано об’єднані сили, до складу яких увійшли члени RLI, RAC, SAS, скаути Селуса та учасники, обрані з територіальних підрозділів. </link>
Історики Пол Л. Муркрафт і Пітер Маклафлін писали в 1982 році, що «хоча в таборі дійсно були навчені партизани та молоді новобранці, багато його мешканців були людьми похилого віку, жінками та маленькими дітьми, які втекли з Родезії як біженці».  Крім того, у 2008 році вони написали, що «хоча майже весь персонал у таборі був беззбройний, багато з них були навченими партизанами або проходили інструктаж» 
У публікації Amnesty International 1994 року стверджувалося, що в таборі в Ньядзоні перебували біженці, і що солдат, який брав участь у рейді, пізніше заявив: «Нам сказали, що Ньядзонія — це табір, у якому перебувало кілька тисяч неозброєних біженців, яких могли завербувати, щоб вони приєдналися до партизанів. Краще було б , якби ми пішли і знищили їх, поки вони були беззбройні і до того, як їх навчили, а не чекати поки вони пройдуть військовий вишкіл і їх  відправлять назад озброєних до Родезії». 
Успіх «Атаки літаючої колони» під час рейду Мапаї послужив основою для тактики, розробленої для удару по силам ЗАНЛА в Ньядзонья. Знову ж таки, підтримка з повітря мала бути надана для серйозної медичної евакуації , а безпосередня підтримка з повітря мала бути доступна в разі надзвичайної ситуації. Планування містило настільний макет табору та його околиць. Полонені повстанці надали інформацію про охорону, позиції збройових складів, госпіталю, житлових приміщень, розпорядок дня та загальні нариси тренувань повстанців ZANLA .
«Летюча колона» складалася з 14 машин і 85 чоловік. В операції було лише два типи техніки: 10 броньованих автомобілів Unimog і 4 Ferret . На теніці був широкий асортимент озброєння: 20-мм авіаційні гармати, середні та ручні кулемети, трофейний радянський 12,7 мм великокаліберний кулемет.
Чоловіки були одягнені в уніформу захоплених мозамбікців з FRELIMO з характерними кепками. Білі учасники операції сили носили чорні лижні маски. Транспортні засоби були пофарбовані в кольори FRELIMO, і родезійська розвідка надала справжні реєстраційні номери FRELIMO для номерних знаків транспортних засобів.

## Операція
5 серпня 1976 року група з 60 партизанів ZANLA увійшла до Родезії з Мозамбіку та напала на військову базу в Руді, поблизу Умталі . Через чотири дні під час мінометного обстрілу партизани вбили чотирьох солдатів, ще один загинув під час наступної операції. Місцеве біле населення вимагало вжити заходів. 
Була спланована операція «Еланд», яка включала транскордонний рейд 84 скаутів Селуса під командуванням капітана Роба Воррейкера проти зосередження партизанів, розташованих у тренувальному таборі на річці Нядзонья, який знаходився на відстані 40 кілометрів (25 миль) вглиб території Мозамбіку. Атакуюча колона складалася з чотирьох бронеавтомобілів Ferret і семи броньованих Unimog, два з яких були озброєні 20-мм гарматами Hispano, знятими із застарілих літаків. Транспортні засоби були замасковані, щоб виглядати так, ніби вони належать FRELIMO, а чоловіки, які були переважно чорношкірими, переодягнулися в уніформу FRELIMO.  Серед солдатів був колишній командир ZANLA на ім'я Моррісон Ніяті, який привів нападників до табору. 
Нападаюча сторона змогла завдяки маскуванню пройти повз охоронців воріт і заїхати в саме серце табору. Ніяті свиркнув у свисток, і це стало сигналом екстреної допомоги для зібрання партизанів на плацу.  Тоді родезійські війська вбили велику кількість людей у таборі.  Згідно з Муркрафтом і Маклафліном, табір був базою ZANLA з 5000 співробітників. 
Міст через річку Пунгве був ключовим стратегічним пунктом, через який штурмова група мала пробитися під час повернення до Родезії. Міст було успішно захоплено, а потім під ворожим вогнем було закладено заряди, щоб знищити його і тим самим прикрити втечу. Коли вони заклали заряди під мостом, вони обстріляли автомобіль, що наближався, убивши католицького священика та хлопчика, важко поранивши сестру Клюні та генерального вікарія єпархії Тете, отця Домінгуша Феррау. 

## Наслідки
ZANLA та Amnesty International стверджували, що база була табором для біженців, і що напад був найгіршим звірством війни.  Керівник скаутів Селус стверджував, що захоплені документи ZANLA показують, що люди, убиті під час рейду, були або навченими партизанами, або проходили партизанське навчання та навчання. 
Пол Л. Муркрафт і Пітер Маклафлін писали в 1982 році, що «хоча в таборі дійсно були навчені партизани та молоді новобранці, багато його мешканців були людьми похилого віку, жінками та маленькими дітьми, які втекли з Родезії як біженці». У 2010 році вони написали, що «хоча майже весь персонал у таборі був беззбройний, багато хто був навчений партизанам або проходив інструктаж», і що документи, захоплені у ZANLA, показали, що під час операції було вбито понад 1028 осіб.  
Публікація Amnesty International 1994 року описала операцію як різанину та заявила, що в таборі в Ньядзоньї перебували біженці, а солдат, який брав участь у рейді, пізніше заявив: «Нам сказали, що Ньядзонія — це табір, у якому перебувало кілька тисяч неозброєних біженців, яких могли завербувати, щоб вони приєдналися до партизанів. Краще було б , якби ми пішли і знищили їх, поки вони були беззбройні і до того, як їх навчили, а не чекати поки вони пройдуть військовий вишкіл і їх  відправлять назад озброєних до Родезії». За даними Amnesty International, було вбито 1000 людей, а операція була «грубим порушенням прав людини та військовим злочином».  .
Операція «Еланд» призвела до серйозного розриву між урядами Родезії та Південної Африки. Прем'єр-міністр Південної Африки Джон Форстер застеріг свого родезійського колегу Яна Сміта від розширення конфлікту.  Форстер не був повідомлений про операцію «Еланд» і відреагував, припинивши військову підтримку, яку його уряд таємно надавав Родезії через операцію «Поло» . Це призвело до втрати половини пілотів гелікоптерів ВПС Родезії, а також технічного персоналу та офіцерів зв'язку. Форстер також скоротив постачання нафти та боєприпасів до Родезії, а його міністр закордонних справ оголосив, що Південна Африка тепер підтримає перехід до правління чорношкірої більшості в Родезії. У відповідь на цей тиск 24 вересня 1976 року Сміт оголосив, що погоджується з принципом більшості, але не визначив, що він мав на увазі під цим. 

## Дивись також
- Битва при Кассінзі
- Операція Дінго

### Цитування
1. 1 2  Smith, Ian (1997). The Great Betrayal. London: Blake Publishing Ltd. с. 195—196. ISBN 1-85782-176-9.
2. 1 2 3 4  Moorcraft, Paul L.; McLaughlin, Peter (April 2008) [1982]. The Rhodesian War: A Military History. Barnsley: Pen and Sword Books. с. 44. ISBN 978-1-84415-694-8.
3. ↑  Peter J.H. Petter-Bowyer (13 серпня 2023). Winds of Destruction: The Autobiography of a Rhodesian Combat Pilot (вид. 2005). 30°. с. 278—279. ISBN 978-0-9584890-3-4.
4. 1 2 3 4  Moorcraft та McLaughlin, 1982, с. 36.
5. ↑  Prokosh, 1994, с. 48.
6. 1 2  Manyame-Tazarurwa, Kalister Christin (2011). Health Impact of Participation in the Liberation Struggle of Zimbabwe by Zanla Women Ex-combatants in the Zanla Operational Areas. AuthorHouse. ISBN 978-1467891974.
7. ↑  Fay Chung, Re-Living the Second Chimurenga: Memories from Zimbabwe’s Liberation Struggle.
8. ↑  Stiff, Peter; Reid-Daly, Lt. Col. Ron (1982). Selous Scouts: Top Secret War. Alberton (South Africa): Galago. с. 397–406.
9. ↑  Moorcraft та McLaughlin, 2010, с. 44.
10. ↑  Prokosh, 1994, с. 47—48.
11. ↑  Moorcraft та McLaughlin, 1982, с. 35.

### Роботи консультовані
- Moorcraft, Paul L.; McLaughlin, Peter (1982). Chimurenga! The War in Rhodesia, 1965-1980. A Military history. Marshalltown, South Africa: Sygma/Collins. ISBN 0620062142.
- Moorcraft, P. L.; McLaughlin, P. (2010). The Rhodesian War: A Military History. Stackpole Books. ISBN 9780811707251.
- Onslow, Sue (January 2006). 'We Must Gain Time': South Africa, Rhodesia and the Kissinger Initiative of 1976. South African Historical Journal. 56 (1): 123—153. doi:10.1080/02582470609464968.
- Prokosh, Eric, ред. (1994). "Disappearances" and Political Killings: Human Rights Crisis of the 1990s. A Manual for Action. Amsterdam: Amnesty International. ISBN 0939994917.